# Mark Hendriks
Mark Hendriks, né le 18 juillet 1971, est auteur néerlandais de bande dessinée.

## Œuvres

### Publications francophones
- Fighterpilot, la Cafetière, coll. « Crescendo», 1999. (2 volumes)[1]
- Comix 2000, L'Association, France, 1999
- Hong Kong Love Story, la Cafetière & Vertige Graphic, coll. « Corazon», 2004.

### Publications néerlandophones
- Jan van Klaveren, Tellerlikker, 1994
- Es flieget der Mensch - Fliegererzählungen der Welt 1, 2 et 3, Hoff Harsman, 1998
- De Nieuwe Hemel, Oog & Blik, 2006
- Nan'yo, Avontuur in de Pacific, Oog & Blik, 2007
- Hysteric flavour, Oog & Blik, 2008
- Hong Kong dagboek (avec Maaike Hartjes), Oog & Blik, 2008

Série Tomoyo
- Tomoyo, RdH, 1995
- Tante Tomoyo, RdH, 1997
- Zeebanket 1 : Koud vlees, Papier moderne, 1997
- Zeebanket 2 : Gehakt, Hoff Harsman, 1997
- Zeebanket 3 : Poolvlees, Hoff Harsman, 1997
- Ikayaki, RdH, 1998
- Hong Kong love story, Oog & Blik/De Harmonie, 1999
- Geen liefde zonder tranen, Oog & Blik/De Harmonie, 2000
- Ikayaki, Oog & Blik/De Harmonie, 2000
- Teufel, Oog & Blik/De Harmonie, 2002

Série Je eigen unieke leesmoment
- De Manchus vallen aan!, Oog & Blik, 2006
- De Manchus schieten te hulp, Oog & Blik, 2006

### Publications anglophones
Série Tomoyo
- An introduction, Hoff Harsman, 1997
- Tree meat, la Cafetière (formaline flavour), 1997
- Hoff Harsman magazine, no 1, 2 et 3, Hoff Harsman, 1998

### Collaborations
- Formaline, Bronzen Adhemar Stichting, 1995
- Encounter with the Unknown, Break 21>, 1998